# Gebhard Leberecht von Blücher
Gebhard Leberecht von Blücher, furste von Wahlstatt, född 16 december 1742 i Rostock, död 12 september 1819 i Krieblowitz i provinsen Schlesien (i nuvarande Polen), var en svensk-preussisk militär, fältmarskalk från 1813.
Blücher, som tillhörde en adlig släkt, tog efter nödtorftig skolutbildning under pommerska kriget tjänst vid Svenska husarregementet 1758, men föll 1760 i preussisk fångenskap och gick i preussisk tjänst. Han blev 1771 stabsryttmästare men tog avsked 1773, sedan han förbigicks vid befordran, och ägnade sig därefter åt skötseln av sina gods i Grossraddow. 1787 trädde han åter i preussisk militärtjänst som major, blev 1790 överste, 1794 regementschef och generalmajor. Därefter 1809 general av kavalleriet, 1813 fältmarskalk och slutligen furste 1814 före sitt avsked 1815.
Blücher gjorde sig genom sin karisma och okonstlade sätt sig mycket populär bland sina underlydande. Trots sin snabba karriär spelade han före Napoleonkrigen närmast ingen politisk roll, främst genom sin brist på utbildning och sitt lättsinniga liv. 1805 yrkade Blücher på krig mot Napoleon och tillhörde 1806 krigspartiet. I slaget vid Auerstädt förde Blücher befälet över avantgardet, men hans anfall stoppades av fransmännens försvar. Blücher drog sig sedan tillbaka mot Lübeck men måste i november 1806 med 6 000 man kapitulera vid Ratekau efter slaget vid Lübeck. Han utväxlades dock i mars 1807 mot Claude-Victor Perrin och sändes att operera tillsammans med svenskarna i Pommern och kom väl överens med Gustav IV Adolf. Efter freden i Tilsit i juli 1807 blev Blücher militärguvernör i Pommern och betraktades mer än någonsin av det patriotiska partiet som dess ledare. 1809 yrkade Blücher förgäves på ett förbund med Österrike. Efter förbundet med Frankrike 1812 måste Blücher på grund av sina skarpa uttalanden mot fransmännen avgå.
Vid brytningen med Napoleon fick Blücher på Gerhard von Scharnhorsts yrkande ett högt befäl, men kunde i slagen vid Lützen och Bautzen, båda i maj 1813, inte hindra franska segrar. Blüchers lyckade överfall vid Haynau den 26 maj höjde dock härens mod. Efter stilleståndet ställdes Blücher med August von Gneisenau som generalstabschef i spetsen för schlesiska armén, och nu började Blüchers mest glänsande tid. I den genialiske strategen Gneisenau fann Blücher sitt komplement, och Blücher litade oinskränkt på honom. I slaget vid Katzbach den 26 augusti besegrade Blücher i grunden Jacques MacDonald, gick sedan över Elbe, och förenade sig med Karl XIV Johan, varpå han i mitten av oktober deltog i slaget vid Leipzig där Napoleon själv besegrades. Det av Blücher yrkade energiska förföljandet uteblev, men nyårsdagen 1814 gick Blücher över Rhen. Blüchers djärva, tämligen isolerade framträngande mot Paris ledde dock till en rad nederlag för hans spridda kårer. Då Napoleon vänt sig åt annat håll, fortsatte Blücher dock frammarchen, och ryckte den tvekande Karl zu Schwarzenberg med sig, och den 31 mars 1814 intågade den förbundna i Paris. Efter Napoleons återkomst fick Blücher med Gneisenau vid sin sida befälet över den preussiska armén södra delen av Förenade Nederländerna. I slaget vid Ligny den 16 juni 1815 offrade Blücher på Gneisenaus inrådan djärvt sina förbindelser för att kunna bistå hertigen av Wellington, vilket ledde till den avgörande segern över Napoleon och marskalk Ney i slaget vid Waterloo två dagar senare.
Blücher belönades för sina segrar med bland annat rika donationer.
Två tyska örlogsfartyg, SMS Blücher och Blücher, uppkallades efter honom.